# Klub Konstrukcjonalistów

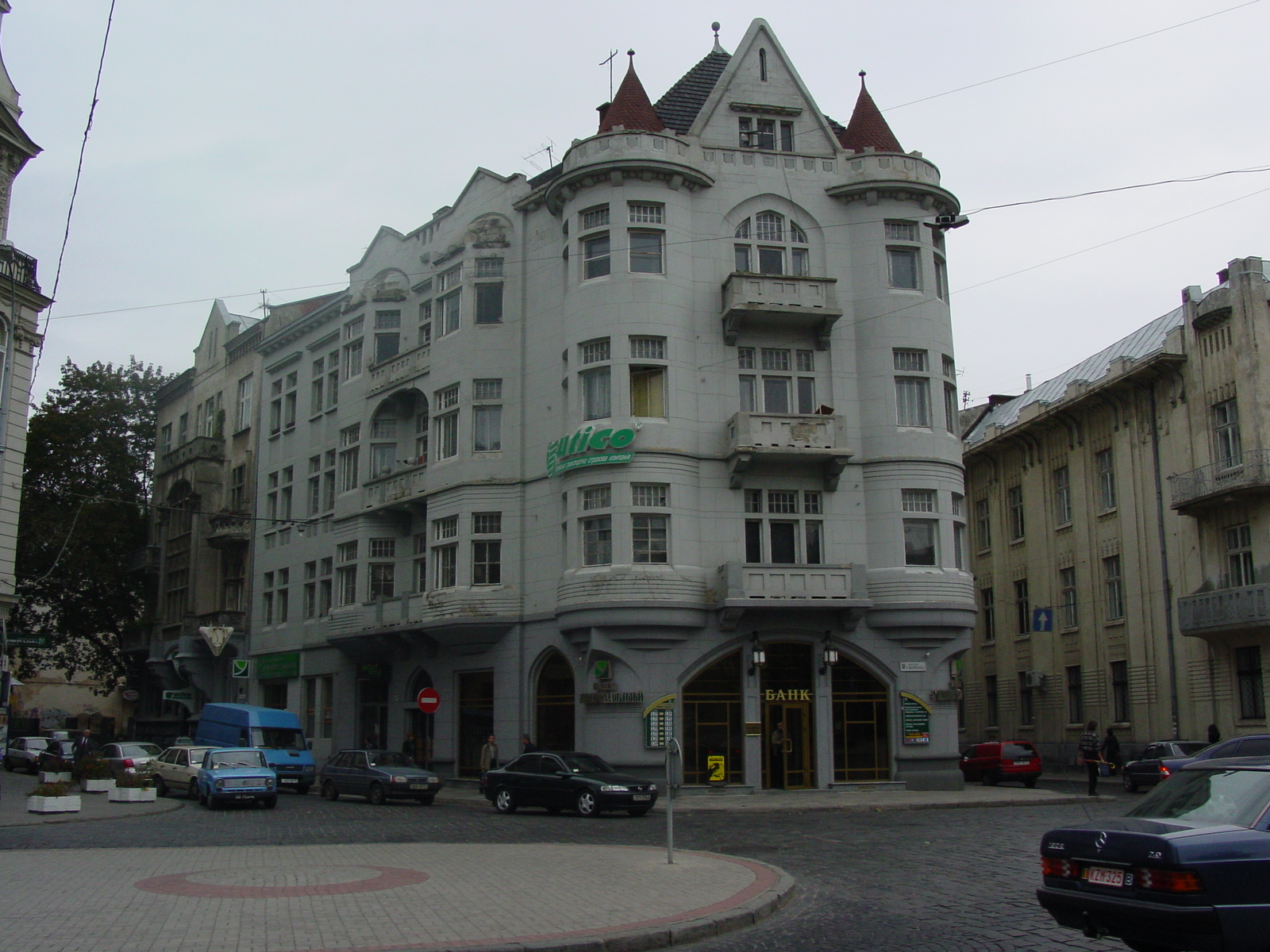
Na parterze tego budynku mieściła się niegdyś kawiarnia, w której spotykali się Konstrukcjonaliści

Klub Konstrukcjonalistów – klub literacki, zapoczątkowany jesienią 1911 roku spotkaniami literatów w Kawiarni Szkockiej we Lwowie. Należeli do niego m.in. Roman Jaworski, Stefania Jaworska, Piotr Dunin Borkowski, Roman Zrębowicz i Mieczysław Rettinger. Na zebraniach bywali również czasem Ostap Ortwin i Karol Irzykowski. Wewnętrzny regulamin klubu zakładał elegancję i dystynkcję w ubiorze oraz zachowaniu. Tematy rozmów jego członków były bardzo szerokie, a ich filozofia, tworzona przede wszystkim przez Romana Jaworskiego, obejmowała przede wszystkim kwestie estetyczne. Konstrukcja miała być drogą do ocalenia sztuki w okresie wielorakich zmian, zachodzących w świecie współczesnym. Akcentowano również rolę konstrukcji w procesie twórczości artystycznej. 
Od 1920 roku w z inicjatywy Romana Zrębowicza, publikowane było w Warszawie czasopismo „Krokwie”, mające być organem Klubu. Pismo to, mające być dwumiesięcznikiem, ukazało się jednak jedynie dwukrotnie w półrocznych odstępach czasu. Tym samym idee Konstrukcjonalistów nie stały się istotnym elementem ówczesnych sporów estetycznych.